# The Lincoln Project
The Lincoln Project è una lobby statunitense creata in occasione delle elezioni presidenziali negli Stati Uniti d'America del 2020 i cui membri, di estrazione repubblicana, intendevano opporsi alla rielezione di Donald Trump. Sono divenuti noti nel frangente delle proteste postelettorali negli Stati Uniti d'America del 2020-2021.
Nell'aprile 2020, il comitato ha approvato il candidato presidenziale democratico Joe Biden. A partire dal 2023, il comitato si è concentrato sulla prevenzione di una rielezione non consecutiva di Trump nelle elezioni presidenziali del 2024.

## Storia

### Prima delle elezioni del 2020
Il comitato è stato annunciato il 17 dicembre 2019 in un editoriale di The New York Times da George Conway, Steve Schmidt, John Weaver e Rick Wilson. Altri co-fondatori includono Jennifer Horn, Ron Steslow, Reed Galen e Mike Madrid. Conway è un avvocato e marito di Kellyanne Conway, all'epoca consigliere di Trump; Schmidt ha gestito la campagna presidenziale di John McCain nel 2008; Weaver ha supervisionato la campagna presidenziale di McCain nel 2000; e Wilson è un consulente per i media. Tutti e quattro sono apertamente critici di Trump; Schmidt ha lasciato il Partito Repubblicano nel 2018. Jennifer Rubin, in un editoriale di The Washington Post, ha descritto i quattro fondatori come "Alcuni dei più importanti repubblicani di NeverTrump". Horn è un agente repubblicano ed ex presidente del Partito repubblicano del New Hampshire, Steslow è uno stratega di marketing e consulente politico, Galen è un consulente politico indipendente, e Madrid è un ex direttore politico del Partito repubblicano della California. Galen è il tesoriere del Lincoln Project. Sarah Lenti, una consulente politica che aveva lavorato con Galen nella campagna presidenziale di George W. Bush, fu reclutata come direttore esecutivo.
Il comitato prende il nome da Abraham Lincoln, un repubblicano che lottò per mantenere il paese unificato. Il 27 febbraio 1860, Lincoln pronunciò il suo discorso alla Cooper Union a Manhattan durante la sua campagna per diventare il primo presidente repubblicano. Diversi membri del comitato - Schmidt, Wilson, Horn, Galen, Madrid e Steslow - parlarono nella stessa sede in occasione del 160º anniversario di quel discorso, dal leggio utilizzato da Lincoln. Il gruppo è stato esplicito nella sua critica a Trump e all'attuale divisione nel Partito repubblicano, con Madrid che ha affermato che "non possono esistere due punti di vista in un partito" e Steslow che ha affermato che "voterà per il blu, non importa chi". Schmidt ha avvertito che un secondo mandato con Trump sarebbe “sfrenato e convalidato”. Il Lincoln Project ha anche condotto una campagna contro i senatori statunitensi candidati alla rielezione che avevano sostenuto Trump.
I membri del comitato consultivo del Lincoln Project - Conway, Schmidt, Weaver, Wilson e Reed Galen - hanno pubblicato un altro editoriale sul Washington Post il 15 aprile 2020, sostenendo la candidatura presidenziale dell'ex vicepresidente Joe Biden, il candidato presidenziale democratico, scrivendo: "Non abbiamo mai sostenuto un democratico come presidente. Ma Trump deve essere sconfitto". L’editoriale sosteneva che Trump non era qualificato per affrontare la pandemia di COVID-19 e la conseguente recessione economica.
Stuart Stevens ha annunciato, il 28 maggio 2020, di aver aderito al progetto. Stevens era stato in precedenza il capo stratega della campagna presidenziale di Mitt Romney nel 2012. In precedenza aveva lavorato per George W. Bush e Bob Dole. Jeff Timmer, ex direttore esecutivo del Partito repubblicano del Michigan, è un consigliere del progetto. Il giugno 2020, il progetto ha annunciato l'uscita del proprio podcast, Republicans Defeating Trump (in seguito ribattezzato The Lincoln Project), condotto da Ron Steslow.
Il 23 agosto 2020, Kellyanne Conway ha annunciato che avrebbe lasciato la sua posizione alla Casa Bianca per trascorrere più tempo con la sua famiglia. Allo stesso tempo, George Conway annunciò che si sarebbe ritirato dal Lincoln Project per ragioni simili. Il 24 agosto 2020, l'ex presidente del Comitato nazionale repubblicano Michael Steele ha annunciato di aver aderito al Progetto Lincoln. Weaver ha subito un attacco di cuore a metà del 2020 e si è ritirata dal progetto per motivi di salute.
Nell'ottobre 2020, Ivanka Trump e il marito Jared Kushner, tramite l'avvocato Marc Kasowitz (che aveva precedentemente rappresentato Donald Trump) hanno minacciato di citare in giudizio il gruppo per il suo cartellone pubblicitario a Times Square che prendeva in giro la coppia per la risposta dell'amministrazione Trump alla pandemia COVID-19. Il Lincoln Project ha affermato che il cartellone sarebbe rimasto, rilasciando una dichiarazione in cui si legge: "Anche se nelle loro teste ci piace davvero vivere senza affitto, le loro vuote minacce non saranno prese più seriamente di quanto prendiamo Ivanka e Jared. Non sorprende che un'amministrazione che non ha mai avuto alcun rispetto o comprensione della nostra Costituzione cercherebbe di calpestare i nostri diritti di primo emendamento."

### Post-elezioni
Nel gennaio 2021, rispondendo a un articolo di una rivista che lo accusava di cattiva condotta sessuale per un periodo di anni, il co-fondatore John Weaver ha riconosciuto di aver inviato messaggi sessuali inappropriati a più uomini, per i quali si è scusato. Secondo The New York Times, Weaver ha offerto ai giovani supporto professionale in cambio di sesso; quel rapporto lo accusava anche di aver coltivato una relazione online non sessuale con un ragazzo di quattordici anni e di aver poi avuto "scherzi sessuali" con lui dopo il suo diciottesimo compleanno. In seguito alle rivelazioni, il Lincoln Project ha affermato che "la dichiarazione di John parla da sola". Successivamente ha rilasciato una dichiarazione descrivendolo come "un predatore, un bugiardo e un violentatore" e denunciando il suo "comportamento deplorevole e predatorio".
Il 5 febbraio 2021, Jennifer Horn, una fondatrice, si è dimessa dall'organizzazione, citando la cattiva condotta di Weaver. Inoltre, anche Ron Steslow, Mike Madrid e George Conway, tutti fondatori e membri del consiglio, avevano lasciato l'organizzazione entro febbraio 2021. L'11 febbraio, il Lincoln Project ha annunciato piani per un'indagine esterna per esaminare il caso di Weaver condotta durante la sua permanenza nel gruppo. Il 12 febbraio si sono dimessi anche diversi altri consiglieri. Anche Steve Schmidt, uno dei fondatori, è dimesso dal consiglio a causa del suo coinvolgimento nella fuga di messaggi diretti privati di Horn; tuttavia, rimase con il Lincoln Project fino a novembre 2021.
Il Lincoln Project si è preparato a citare in giudizio l'avvocato di Trump Rudy Giuliani per diffamazione dopo aver affermato in un'intervista televisiva con Steve Bannon che l'organizzazione aveva pianificato l'assalto al Campidoglio del 6 gennaio. Giuliani ha detto di aver fatto affidamento su una fonte anonima e di non aver offerto prove a sostegno delle sue accuse. Il Lincoln Project gli ha inviato una lettera di tre pagine il 29 gennaio 2021, che in parte diceva: "Hai commesso un atto di diffamazione da manuale. Hai accusato pubblicamente il Lincoln Project di un atto infame e criminale con cui non aveva nulla a che fare, come tu ben sai." Hanno chiesto che egli presentasse delle scuse entro il 3 febbraio 2021.
Nell'ottobre 2021, un gruppo di cinque persone organizzato dal Lincoln Project, portando torce tiki (una torcia montata su palo, tipicamente realizzata in bambù, che ha avuto origine nella cultura tiki) e vestiti come i suprematisti bianchi che marciarono a Charlottesville nel 2017, è apparso davanti all'autobus della campagna elettorale di Glenn Youngkin, il candidato repubblicano a governatore della Virginia alle elezioni del 2021. Hanno definito l'acrobazia "una dimostrazione" progettata per evidenziare "il continuo fallimento di Youngkin nel denunciare le" brave persone di entrambe le parti "di Donald Trump". L'iniziativa è stata criticata dalla campagna di Youngkin, così come dalla campagna del suo rivale candidato democratico Terry McAuliffe e altri.

## Pubblicità televisive
Il Lincoln Project ha prodotto una serie di spot televisivi anti-Trump e pro-Biden. L'editorialista del Washington Post Jennifer Rubin ha definito gli annunci del progetto "devastanti per diverse ragioni: sono prodotti alla velocità della luce, e quindi catturano il dibattito pubblico proprio al momento giusto; martellano Trump dove è personalmente più vulnerabile (ad esempio, preoccupazioni per il suo vigore, preoccupazioni per la corruzione straniera); e fanno affidamento in larga misura su Trump stesso, sulle sue parole e azioni."
A giugno 2020, circa due terzi degli spot televisivi del gruppo erano incentrati sulle elezioni presidenziali del 2020, ma il Lincoln Project ha anche creato annunci a sostegno dei democratici di altre etnie, come un annuncio nel Montana che promuoveva la candidatura al Senato del governatore Steve Bullock contro il repubblicano in carica Steve Daines. Inoltre, hanno pubblicato video che attaccano i senatori repubblicani Cory Gardner, Martha McSally, Thom Tillis, Susan Collins, Joni Ernst e il leader della maggioranza Mitch McConnell, tutti candidati alla rielezione nel 2020, come facilitatori di Trump.
Il 17 marzo 2020, il comitato ha pubblicato un video, intitolato Unfit, in cui criticava Trump per la sua gestione della pandemia COVID-19 negli Stati Uniti.
Il 4 maggio 2020, il gruppo ha pubblicato Mourning in America, un video ispirato alla pubblicità della campagna Morning in America del 1984 di Ronald Reagan. L'annuncio si concentrava sulla gestione della crisi del coronavirus da parte di Trump e affermava che il paese era "più debole, più malato e più povero[er]" sotto la guida di Trump. Il 1 giugno 2020, il Lincoln Project ha pubblicato un altro annuncio, Flag of Treason, che ha fatto saltare il record di Trump sulle relazioni razziali (un concetto sociologico che tenta di spiegare come i gruppi razziali si relazionano tra loro) negli Stati Uniti, ha evidenziato l'uso della bandiera di battaglia confederata da parte dei sostenitori di Trump durante le sue manifestazioni e ha sottolineato il sostegno che Trump ha ricevuto dai nazionalisti bianchi. Entrambi gli annunci sono stati trasmessi in televisione negli swing state.
All'inizio di giugno 2020, il Lincoln Project ha pubblicato un annuncio, Mattis, che ripeteva le critiche a Trump da parte dell'ex segretario alla Difesa Jim Mattis, un generale in pensione del Corpo dei Marines, in seguito agli attacchi di Lafayette Square e della chiesa di San Giovanni contro i manifestanti, e chiedeva agli spettatori: "Di chi ti fidi: del codardo o del comandante?" L'annuncio criticava anche Trump per aver "schivato la leva" e per essersi nascosto "in un bunker profondo, lanciando tweet".
Il 17 giugno 2020, il Lincoln Project ha pubblicato due annunci. Il primo, intitolato #TrumpIsNotWell, durava 45 secondi e mostrava un video di Trump che camminava lentamente e con passo esitante lungo una rampa a West Point, e un video di Trump che sembrava lottare per sollevare una bicchiere d'acqua, con una narrazione che suggerisce che Trump fosse fisicamente inadatto. La voce fuori campo dell'annuncio diceva, sopra le immagini di Trump: "È traballante, debole, ha problemi a parlare, ha problemi a camminare. Allora perché non ne parliamo? L'ufficio più potente del mondo ha bisogno di più di un presidente debole, inadatto e traballante, Trump non ha la forza di guidare, né il carattere per ammetterlo." L'annuncio è stato controverso: alcuni osservatori lo hanno ritenuto appropriato alla luce dei commenti passati di Trump e delle prese in giro sulla salute dei suoi rivali, mentre l'attivista per i diritti dei disabili Rebecca Cokley del Center for American Progress ha criticato l'annuncio come abilista. Il secondo annuncio pubblicato il 17 giugno, Tulsa, criticava Trump per aver pianificato una manifestazione elettorale a Tulsa, Oklahoma (il luogo del massacro razziale di Tulsa 1921) il Juneteenth, una festa che segna l'abolizione della schiavitù afroamericana.
Il 18 giugno 2020, il Lincoln Project ha pubblicato un annuncio intitolato Chyna, in cui attaccava Trump sulla sua politica nei confronti della Cina, con una narrazione che diceva: "Sanno chi è Donald Trump: debole, corrotto, ridicolizzato, la Cina lo picchia ogni volta. Non importa quello che dice, la Cina ha il suo numero." L'annuncio attaccava Trump per la sua gestione della guerra commerciale con la Cina e faceva riferimento ai rapporti d'affari di Ivanka Trump in Cina, inclusa la concessione di marchi da parte del governo cinese. Il progetto ha pubblicato l’annuncio subito dopo che l’ex consigliere per la sicurezza nazionale di Trump, John Bolton, aveva pubblicato un estratto dalle sue memorie, The Room Where It Happened, in cui Bolton scriveva che Trump aveva chiesto al leader cinese Xi Jinping di aiutarlo a essere eletto e aveva ha detto a Xi che avrebbe dovuto continuare a costruire i campi di rieducazione dello Xinjiang. L'annuncio faceva riferimento al libro di Bolton.
Il 28 e 30 giugno 2020, il Lincoln Project ha pubblicato due annunci, rispettivamente intitolati Bounty e Betrayed, in cui attaccava Trump per non aver risposto alle notizie di un presunto programma di taglie russo contro le truppe statunitensi in Afghanistan. In Bounty, un narratore ha detto: "Ora sappiamo che Vladimir Putin paga una taglia per l'omicidio di soldati americani. Anche Donald Trump lo sa e non fa nulla". In Betrayed, l'ex Navy SEAL e medico del pronto soccorso Dan Barkhuff ha detto che "qualsiasi comandante in capo con una spina dorsale starebbe facendo a pezzi alcuni russi in questo momento, diplomaticamente, economicamente o, se necessario, con il tipo di stanno usando la guerra asimmetrica per mandare i nostri figli a casa dentro dei sacchi per cadaveri." Barkhuff ha definito Trump "o un codardo che non riesce a tenere testa a un ex sicario del KGB" o "complice".
Il 2 luglio 2020, il Lincoln Project ha pubblicato Fellow Traveller, un annuncio in russo con sottotitoli in inglese che diceva che il "compagno Trump" era stato "scelto" da Vladimir Putin e aveva "accettato l'aiuto della Madre Russia". L'annuncio presentava immagini comuniste come la falce e il martello, nonché fotografie del rivoluzionario bolscevico Vladimir Lenin e dei leader sovietici da Iosif Stalin a Michail Gorbačëv e faceva riferimento all'ingerenza russa nelle elezioni statunitensi del 2016.
Il gruppo ha occasionalmente realizzato spot pubblicitari in collaborazione con personaggi televisivi e cinematografici: lo spot Debt è stato scritto da John Orloff, mentre lo spot Wake Up è stato scritto e diretto da Jon Turteltaub. Harrison Ford e Mark Hamill hanno narrato rispettivamente le pubblicità di Fauci e Absentee.

## Raccolta fondi e spese
OpenSecrets, che tiene traccia del denaro speso in politica, ha riferito che il Lincoln Project ha raccolto 87.404.908 dollari e speso 81.956.298 dollari durante il ciclo elettorale 2019-2020. $ 51.406.346 provenivano da individui che avevano donato $ 200 o più. (Una stima precedente era di 78 milioni di dollari (~ 90,5 milioni di dollari nel 2023) dalla sua creazione fino alle elezioni di novembre 2020.) Alla fine di marzo 2020, aveva raccolto 2,6 milioni di dollari (~ 3,02 milioni di dollari nel 2023) in contributi. La sua raccolta fondi aumentò notevolmente nei mesi successivi; da luglio a settembre 2020, il Lincoln Project ha raccolto 39 milioni di dollari (~ 45,2 milioni di dollari nel 2023).
Il gruppo ha iniziato con pochi grandi donatori; a ottobre 2020, circa il 39% dei contributi al gruppo proveniva da piccoli donatori (200 dollari o meno). Si tratta di una percentuale insolitamente alta di donatori di piccole dimensioni per un super PAC (organizzazioni nate per raccogliere fondi a favore o contro un candidato); la maggior parte dei super PAC sono finanziati quasi esclusivamente da ricchi contribuenti. I maggiori contributori sono il musicista classico ed erede della famiglia Getty Gordon Getty (1 milione di dollari), Stephen Mandel (1 milione di dollari); e il Sixteen Thirty Fund (300.000 dollari). Contributi a sei cifre sono arrivati dal produttore di Hollywood David Geffen, dall'investitore John Pritzker e dal finanziere Jonathan Lavine. Altri importanti donatori includono gli investitori della Silicon Valley Ron Conway, Michael Moritz e Chris Sacca, il finanziere Andrew Redleaf, l'ereditiera e filantropa di Walmart Christy Walton, Martha Karsh (che è sposata con il finanziere miliardario Bruce Karsh) e il CEO di Continental Cablevision Amos Hostetter Jr.
A partire da maggio 2020, le spese del gruppo riguardavano principalmente la produzione, l'acquisto e l'inserimento di annunci pubblicitari. OpenSecrets, un gruppo di controllo del finanziamento delle campagne, scrisse all'epoca che (come la maggior parte dei PAC) la maggior parte del denaro del Lincoln Project era andato a pagare i subappaltatori, "rendendo difficile seguire il denaro" ai fornitori, e che "quasi tutto" il denaro raccolto era andato ad aziende gestite dai membri del consiglio di amministrazione del gruppo, in particolare alla Summit Strategic Communications di Galen e alla Tusk Digital di Steslow. Secondo un rapporto di AP News del febbraio 2021, 50 milioni di dollari dei 90 milioni raccolti sono andati a società controllate dai leader del gruppo. Il Lincoln Project crebbe fino a diventare un'organizzazione di oltre 40 dipendenti e oltre 60 stagisti.

## Strategie
Il Lincoln Project ha ottenuto il successo facendo diventare virali le sue pubblicità e con la sua "strategia non tradizionale di fare giochi mentali con il presidente". Politico ha affermato che il Lincoln Project "si è affermato con successo come uno squatter nello spazio mentale di Trump, grazie a diversi fattori: i membri che vantano ciascuno centinaia di migliaia di follower sui social media, annunci pubblicitari tagliati rapidamente che rispondono agli eventi attuali e una mentalità risoluta." concentrati sull'acquisto di tempo di trasmissione ovunque Trump abbia maggiori probabilità di abbuffarsi di notizie via cavo quel giorno, che si tratti del mercato DC o dei suoi campi da golf in tutto il paese." Citando il co-fondatore George Conway che afferma che il progetto trae vantaggio dalla reattività narcisistica di Trump, dall'incapacità di accettare critiche e dall'incapacità di pensare al futuro, Roxanne Roberts ha scritto sul Washington Post che le pubblicità del progetto sono "specificamente progettate per innescare il presidente" in modo che "parli di cose di cui non dovrebbe parlare", in effetti "raccogliendo milioni di dollari... per il Lincoln Project".
I risultati del Lincoln Project sono stati prolifici sia in termini di tweet che di video. Le pubblicità del gruppo a volte facevano uso di comicità, come nella pubblicità Trumpfeld (una parodia di Seinfeld), in cui tracce di risate sono sovrapposte a segmenti di un'intervista di Chris Wallace con Trump, e in Nationalist Geographic (una parodia del National Geographic), che prende in giro Trump definendolo “Impotus americanus”, “il più corrotto della sua specie”.
Joanna Weiss della rivista Experience della Northeastern University ha scritto su Politico che la maggior parte delle pubblicità del Progetto Lincoln "racchiudono un impatto emotivo, utilizzando immagini progettate per provocare ansia, rabbia e paura, rivolte proprio agli elettori che sono stati spinti a (Trump) da coloro che stessi sentimenti nel 2016", citando una ricerca scientifica che indica che le pubblicità allarmanti potrebbero essere efficaci con gli elettori repubblicani. Il co-fondatore del progetto Reed Galen ha descritto la strategia come "(parlando) agli elettori repubblicani con la lingua repubblicana e l'iconografia repubblicana".
Oltre a prendere di mira il mercato dei media di Washington e quindi lo stesso Trump, il progetto ha preso di mira anche stati indecisi come Wisconsin, Michigan, Carolina del Nord e Pennsylvania, e ha speso soldi contro i candidati repubblicani al Senato in Arizona, Iowa, Montana e altri Stati. Come riassunto da Lenti dopo le elezioni, "Eravamo concentrati su Arizona, Florida, Carolina del Nord, Pennsylvania, Michigan, Wisconsin e Georgia. [...] Stavamo guardando donne con istruzione universitaria, donne di periferia, uomini più anziani."
Il progetto ha identificato una fazione all'interno del Partito Repubblicano che sembra privare gli elettori afroamericani del diritto di voto come il caucus di Jim Crow.

## Ricezione
Lo stratega democratico James Carville ha elogiato il gruppo per essere più efficiente e aggressivo dei PAC democratici, dicendo: "Lascia che ti dica, il gruppo Lincoln e The Bulwark, questi repubblicani mai trumpisti, i democratici potrebbero imparare molto da loro. Sono meschini. Loro combattono duramente. E noi non litighiamo così." The New Republic ha scritto che "fanno pugni che i funzionari e gli operatori democratici spesso sembrano inclini a tirare".
Scrivendo sul Washington Post, Jennifer Rubin ha affermato che il Progetto Lincoln è "superiore a tutti gli altri nel duro lavoro di respingere il presidente Trump e il trumpismo " e ha scritto dei fondatori del gruppo: "Hanno fatto carriera aiutando a eleggere i repubblicani, ma nell’era di Trump, hanno messo da parte la faziosità nella causa del patriottismo e della difesa della democrazia americana. I loro annunci sono stati i più efficaci e memorabili della campagna presidenziale, bruciacchiando Trump in un modo che i democratici non hanno del tutto padroneggiato”.
L'autore ed editorialista Max Boot ha elogiato il Lincoln Project per "aver prodotto video brillanti a un ritmo incessante che fa vergognare la maggior parte delle organizzazioni politiche" e per aver cercato di demolire "il GOP trumpificato" e sostituirlo con "un partito di centrodestra sano e sobrio in America." Boot scrisse che i fondatori del Lincoln Project, "guidando l'accusa contro il Partito Repubblicano,... hanno mostrato maggiore fedeltà ai principi conservatori rispetto al 99% dei repubblicani eletti".
Il Lincoln Project è stato criticato dall'ex membro dello staff della campagna di Romney Oren Cass, che lo ha descritto come "un gruppo di operatori politici che non sono conservatori".
Scrivendo su The Atlantic, Andrew Ferguson ha descritto gli annunci come "personalmente offensivi, esagerati, inutilmente salaci e pieni di non sequitur". Rich Lowry, scrivendo per la pubblicazione conservatrice National Review, descrisse gli obiettivi dichiarati del Progetto Lincoln come "sciocchezze egoistiche, come dimostra immediatamente uno sguardo ai feed Twitter pieni di insulti, agli editoriali e alle apparizioni via cavo dei principali esponenti", e ha descritto le pubblicità del gruppo come "chiaramente destinate a raccogliere retweet piuttosto che a parlare agli elettori indecisi".
Jeet Heer ha scritto su The Nation che "Nella misura in cui gli annunci articolano una visione politica, è un desiderio di tornare alla linea dura dell'aggressione militare dell'era di George W. Bush". Heer ha anche scritto nel marzo 2021: "L'inefficacia degli annunci non dovrebbe sorprendere. Quella del 2020 è stata un'elezione polarizzante... In quell'ambiente, il Lincoln Project ha presentato gli argomenti sbagliati agli elettori sbagliati" e ha descritto il gruppo come una "truffa riuscita".

## Influenza
Il co-fondatore del progetto Reed Galen ha affermato che alcune pubblicità sono destinate a un pubblico composto da una sola persona: Trump stesso. La faida del Lincoln Project con Trump ha rafforzato il suo profilo nazionale, anche attraverso i media guadagnati, e il gruppo ha affermato di aver raccolto 1,4 milioni di dollari (~ 1,62 milioni di dollari nel 2023) dopo i tweet di Trump in risposta alla protesta del 4 maggio 2020. Il video intitolato "Lutto in America" di 60 secondi afferma che il paese era “più debole, più malato e più povero” sotto la guida di Trump.
Il professore di scienze politiche Lincoln Mitchell ha scritto che le pubblicità "brutali" del gruppo "sembrano essere riuscite a entrare nella testa di Trump" e che il loro lavoro "sta attirando l'attenzione attraverso e oltre lo spettro politico". Tuttavia, Mitchell ha affermato che le spese del progetto di 1,4 milioni di dollari (~ 1,62 milioni di dollari nel 2023) (luglio 2020) non sono affatto sufficienti per acquistare abbastanza tempo nelle trasmissione in televisione, ancora la fonte di notizie più popolare d'America, per raggiungere gli elettori non impegnati, e che non è sicuro se la capacità di fare tendenza sui social media si tradurrà in voti per Joe Biden. The New York Times ha scritto 2020 che "gli annunci del Lincoln Project sono stati liquidati da alcuni come" porno anti-Trump ", più preoccupati di diventare virali che di spostare gli elettori".
Si ritiene che un annuncio del 20 maggio 2020 intitolato GOP Cribs, che evidenzia la significativa ricchezza accumulata dal responsabile della campagna di Trump Brad Parscale mentre lavorava per Trump, abbia avuto un ruolo nella rimozione di Parscale da quella posizione.
Paige Williams ha pubblicato una lunga analisi sul New Yorker, evidenziando l'influenza del progetto sulla politica repubblicana e sostenendo che i suoi attacchi in stile conservatore a Donald Trump stavano giocando un ruolo molto decisivo nelle elezioni del 2020.
Dopo le elezioni del 2020, i critici, tra cui la deputata statunitense Alexandria Ocasio-Cortez e il caporedattore giacobino David Sirota, hanno messo in dubbio l'efficacia del Lincoln Project dopo che Trump ha aumentato la sua quota di voto repubblicano rispetto al 2016. Lenti, direttore esecutivo del Lincoln Project, ha sostenuto che negli Stati e nei gruppi demografici presi di mira nella sua "operazione digitale per ottenere il voto", "stava spingendo dall'1 al 4% degli elettori indipendenti o repubblicani a oltrepassare il limite per fare la differenza in quegli Stati per Biden."